# Leptocythere pellucida
Leptocythere pellucida is een mosselkreeftjessoort uit de familie van de Leptocytheridae. De wetenschappelijke naam van de soort is voor het eerst geldig gepubliceerd in 1850 door Baird.